# Neuroserica usambarica
Neuroserica usambarica är en skalbaggsart som beskrevs av Moser 1924. Neuroserica usambarica ingår i släktet Neuroserica och familjen Melolonthidae. Inga underarter finns listade i Catalogue of Life.